# Issues (Korn)
Issues is het vierde album van de Nu-metalband KoЯn. Het album werd in 1999 uitgebracht. Het album werd drievoudig platina.
De cover van het album kwam tot stand middels een prijsvraag. Fans mochten een ontwerp insturen naar de band. De winnaar werd Alfredo Carlos. Alternatieve winnaars waren Vince Quequ, Jamil Phoenix Clarke en Brad Lambert. Van Issues verschenen vervolgens vier edities, elk met een ontwerp van een van de winnaars als cover.

## Tracklist
1. Dead - 1:12
2. Falling away from me - 4:31
3. Trash - 3:27
4. 4 u - 1:42
5. Beg for me - 3:54
6. Make me bad - 3:55
7. It's gonna go away - 1:31
8. Wake up - 4:08
9. Am I going crazy - 0:59
10. Hey daddy - 3:45
11. Somebody someone - 3:47
12. No way - 4:08
13. Let's get this party started - 3:42
14. Wish you could be me - 1:07
15. Counting - 3:38
16. Dirty - 3:43

Totale speelduur (zonder ruis) - 45:49